# Matías Giammalva
Matías Giammalva (Marcos Juárez, Córdoba; 22 de enero de 1986) es un futbolista argentino que juega como defensa central y actualmente es jugador de Desamparados del Torneo Federal A.

## Clubes
| Club                    | País      | Año         |
| ----------------------- | --------- | ----------- |
| Belgrano                | Argentina | 2004 - 2005 |
| US Novese               | Italia    | 2005 - 2006 |
| Petroleros de Salamanca | México    | 2006 - 2007 |
| Argentino (MJ)          | Argentina | 2007 - 2009 |
| Sarmiento de Leones     | Argentina | 2010        |
| Argentino (MJ)          | Argentina | 2011 - 2013 |
| Sarmiento de Leones     | Argentina | 2013 - 2015 |
| Alumni                  | Argentina | 2016        |
| Comunicaciones          | Guatemala | 2016        |
| Alianza Atlético        | Perú      | 2017        |
| Sarmiento de Leones     | Argentina | 2017 - 2019 |
| Desamparados            | Argentina | 2019 -      |